# Dongargarh
Dongargarh är en ort i Indien.   Den ligger i distriktet Rāj Nāndgaon och delstaten Chhattisgarh, i den centrala delen av landet, 900 km söder om huvudstaden New Delhi. Dongargarh ligger 352 meter över havet och antalet invånare är 35 508.
Terrängen runt Dongargarh är platt åt sydost, men åt nordväst är den kuperad. Runt Dongargarh är det ganska tätbefolkat, med 185 invånare per kvadratkilometer. Det finns inga andra samhällen i närheten. I omgivningarna runt Dongargarh växer huvudsakligen savannskog.